# Tumbling
Tumbling en av grenarna i truppgymnastik men finns även som en enskild gren inom Trampolin (sport) även där samt internationellt kallat tumbling(eng) och i vissa fall '''power tumbling'''. 
Tumbling utförs på ett 15 (truppgymnastik) eller 25 (tumbling) meter långt golv där gymnasten utför en serie av övningar efter varandra som ofta avslutas med en extra svår övning som landas på landningsbädden. I truppgymnastik gör gymnasterna sina olika varv efter varandra i en ström som ofta har en stegrande svårighet. I tumbling (trampolin) är det bara en enskild gymnast som utför sin serie. Övningar som ofta utförs i serierna är flickis och handvolt som man sedan bygger på med olika volter och saltomortaler för att få en svårare serie.